# Wilfred Lewis
Wilfred Lewis (16 de outubro de 1854 — 29 de dezembro de 1929) foi um engenheiro.
Conhecido pelo fator de Lewis em engrenagens.
Recebeu a Medalha ASME em 1927.